# Blanchardville
Blanchardville es una villa ubicada en el condado de Lafayette en el estado estadounidense de Wisconsin. En el Censo de 2010 tenía una población de 825 habitantes y una densidad poblacional de 639,63 personas por km².

## Geografía
Blanchardville se encuentra ubicada en las coordenadas 42°48′34″N 89°51′38″O / 42.80944, -89.86056. Según la Oficina del Censo de los Estados Unidos, Blanchardville tiene una superficie total de 1.29 km², de la cual 1.29 km² corresponden a tierra firme y (0%) 0 km² es agua.

## Demografía
Según el censo de 2010, había 825 personas residiendo en Blanchardville. La densidad de población era de 639,63 hab./km². De los 825 habitantes, Blanchardville estaba compuesto por el 98.91% blancos, el 0.12% eran afroamericanos, el 0% eran amerindios, el 0.24% eran asiáticos, el 0% eran isleños del Pacífico, el 0.24% eran de otras razas y el 0.48% pertenecían a dos o más razas. Del total de la población el 1.21% eran hispanos o latinos de cualquier raza.